# Kabinett Teemant II
Das Kabinett Teemant II bildete vom 23. Juli 1926 bis zum 4. März 1927 die Regierung der Republik Estland unter dem Staatsältesten Jaan Teemant.

## Regierung
Die Regierung Teemant war nach offizieller Zählung die 14. Regierung der Republik Estland seit Ausrufung der staatlichen Unabhängigkeit 1918. Sie blieb 226 Tage im Amt.
Vom 15. bis 17. Mai 1926 fanden die Wahlen zur 3. Legislaturperiode des estnischen Parlaments (Riigikogu) statt. Anschließend bildete Jaan Teemant sein zweites Kabinett.
Der Regierung gehörten Vertreter der Põllumeeste Kogud (Bund der Landwirte, PK), der Kristlik Rahvaerakond (Christliche Volkspartei, KRE), der Eesti Rahvaerakond (Estnische Volkspartei, ER), der Partei der Asunikud, riigirentnikud ja väikepõllupidajad („Siedler, Staatspächter und Kleinbauern“) und der Üleriikline Majaomanikkude Seltside Liit (Gesamtstaatliche Union der Hauseigentümer, ÜMSL) an.

## Kabinett
| Ressort                          | Name                  | Amtszeit                | Partei    |
| -------------------------------- | --------------------- | ----------------------- | --------- |
| Staatsältester                   | Jaan Teemant          | 23.07.1926 – 04.03.1927 | PK        |
| Außenminister                    | Friedrich Karl Akel   | 23.07.1926 – 04.03.1927 | KRE       |
| Innenminister                    | Heinrich Laretei      | 23.07.1926 – 12.11.1926 | ARV       |
| Innenminister (geschäftsführend) | Jaan Soots            | 12.11.1926 – 04.03.1927 | PK        |
| Landwirtschaftsminister          | Oskar Köster          | 23.07.1926 – 04.03.1927 | ARV       |
| Bildungsminister                 | Jaan Lattik           | 23.07.1926 – 04.03.1927 | KRE       |
| Arbeits- und Sozialminister      | Otto Tief             | 23.07.1926 – 04.03.1927 | ARV       |
| Gerichtsminister                 | Johan Sepp            | 23.07.1926 – 04.03.1927 | ÜMSL      |
| Finanzminister                   | Leo Sepp              | 23.07.1926 – 04.03.1927 | parteilos |
| Kriegsminister                   | Jaan Soots            | 23.07.1926 – 04.03.1927 | PK        |
| Verkehrsminister                 | August Kerem          | 23.07.1926 – 04.03.1927 | ER        |
| Handels- und Industrieminister   | Karl Ferdinand Kornel | 23.07.1926 – 04.03.1927 | ER        |